# Andrea Luge
Andrea Luge (* 14. Juli 1965 in Hemau) ist eine ehemalige französische Volleyball- und Beachvolleyballspielerin. Sie gewann 2000 die französische Meisterschaft im Sand.

## Karriere

### Karriere Halle
Die Außenangreiferin erlernte das Volleyballspiel in ihrem Heimatort beim TV Hemau 1904. In ihrer ersten Saison bei den Erwachsenen auf Kreisebene schaffte sie mit ihrem Verein 1982/83 den Aufstieg in die nächsthöhere Spielklasse und wechselte anschließend zum TSV Vilsbiburg, für den sie in den folgenden Jahren am Netz stand. 1993 wechselte sie nach Frankreich zu ASPTT Mulhouse. Mit diesem Volleyballclub wurde sie 1999 Zweite in der französischen Meisterschaft und stand ein Jahr später im Pokalfinale des Landes. Mit ihrem Team  erreichte sie in beiden Spielzeiten das Achtelfinale des CEV Cups. Ein Jahr später stand der Verein aus dem Elsass im Viertelfinale des Top Teams Cup. In ihrer letzten Saison 2003/04 wurde die gebürtige Oberpfälzerin mit ihrer Mannschaft jeweils Fünfte in Meisterschaft und Pokal und war ein weiteres Mal auf Vereinsebene europäisch aktiv. Anschließend beendete sie ihre Hallenkarriere.

### Karriere Beach
Luge startete 2000 ihre Karriere im Sand und wurde gleich französische Meisterin mit Audrey Syren. In der folgenden Saison erreichten die beiden noch einmal das Finale. Bei der Weltmeisterschaft im gleichen Jahr überstanden sie die Gruppenphase und schieden erst in der ersten Hauptrunde aus. Weitere Highlights ihrer gemeinsamen Zeit waren die Teilnahmen an den Europameisterschaften in der gleichen Spielzeit sowie ein Jahr später. 2002 standen sie zudem zum dritten Mal auf dem Podest der Landesmeisterschaften und erkämpften sich die Bronzemedaille.
Anschließend wechselte Andrea Luge zu Tatiana Barrera. Ihr bestes Resultat gelang ihnen bei ihrem ersten gemeinsamen Event, den Mallorca Open im September 2002. In der dritten Qualifikationsrunde warfen sie die spätere Weltmeisterin Jennifer Kessy mit ihrer damaligen Partnerin aus dem Wettbewerb. Anschließend sicherten sie sich den dritten Platz in der Poolrunde und beendeten so das Turnier auf dem geteilten siebzehnten Rang. Nach dem Grand Slam in Marseille 2003 beendeten Barrera und Lug ihre Zusammenarbeit. Danach spielte die aus Bayern stammende Sportlerin noch einige Turniere mit Natacha Nelson mit mäßigem Erfolg, bevor sie nach einer Pause 2009 noch einmal mit ihrer ersten Beachpartnerin an den französischen Meisterschaften teilnahm und siebte wurde.

### Privates
Andrea Luge hat das Studium der Tiermedizin 1992 an der Ludwig-Maximilians-Universität München abgeschlossen. Sie lebt heute in Steinbrunn-le-Haut im Elsass.